# Nipsey Russell
Nipsey Russell (Atlanta, 15 de septiembre de 1918-Nueva York, 2 de octubre de 2005) fue un actor estadounidense.

## Filmografía
- 1961: Car 54, Where Are You? (serie TV): Police Officer Anderson (1961-1962)

- 1964: ABC's Nightlife (serie TV): Regular (1965)

- 1970: Barefoot in the Park (serie TV): Honey Robinson

- 1974: The Dean Martin Comedy World (serie TV): Host

- 1978: Wiz on Down the Road: Tinman

- 1978: The Wiz  (El Mago (Michael Jackson)): Tinman

- 1978: Fame (serie de TV de 1982) (TV): Vinny

- 1980: Uptown: A Tribute to the Apollo Theatre (TV)

- 1984: Nemo: Mr. Rip / Benjamin

- 1986: Femme de choc (Wildcats): Ben Edwards

- 1993: La Revancha de Jesse Lee (Posse): Snopes

- 1994: Car 54, Where Are You?: Police Captain Dave Anderson